# Ungarische Badminton-Mannschaftsmeisterschaft 1990
Die Ungarische Badminton-Mannschaftsmeisterschaft 1990 war die 22. Auflage dieser Veranstaltung. Es wurde ein Wettbewerb für gemischte Mannschaften ausgetragen. Meister wurde das Team von Nyíregyházi VSSC.

## Endstand
| Platz | Mannschaft |
| ----- | --- |
| 1.    | Nyíregyházi VSSC (Tamás Gebhard, Gábor Petrovits, Csaba Kiss, Csaba Pintér, Andrea Harsági, Andrea Gönczi, Éva Varga, Zsuzsa Kovács) |
| 2.    | Honvéd Zrínyi SE |
| 3.    | Debreceni Kinizsi |
| 4.    | Honvéd Budai SE |
| 5.    | Szegedi JATE SC |
| 6.    | Miskolci Honvéd |